# Valeria Corrales
Valeria Corrales (Huesca, 2008) es una divulgadora científica española especializada en robótica y programación. Con 11 años fue nombrada Inspiring Girl of the Year por la Fundación Inspiring Girls. Youtuber, Cofundadora del canal ValPat, busca educar y divulgar contenido científico para niños (y sobre todo para niñas) para que se adentren y apasionen por el mundo de la tecnología, la electrónica, las matemáticas y la robótica, como le pasó a ella. Ha sido galardonada en múltiples ocasiones por esta labor.

## Trayectoria
Corrales comenzó a interesarse por la ciencia y la tecnología, a los seis años, cuando su padre le regaló una muñeca GoldieBlox, la cual tenía muchos accesorios para construir tirolinas. Desde entonces comenzó a ver vídeos en diferentes páginas de Internet y aprendió de manera autodidacta. Posteriormente, se apuntó a un taller de tecnología en Huesca donde conoció a la ingeniera de telecomunicaciones Patricia Heredia. Juntas elaboran vídeos sobre temas científicos en el canal "ValPat" de YouTube. El nombre del canal surge de la combinación del nombre de pila de las autoras: VAL (de Valeria) y PAT (de Patricia). El objetivo de estos vídeos es acercar la ciencia (science), la tecnología (technology), la ingeniería (engineering), el arte (arts) o las matemáticas (mathematics) a niñas y niños, e inspirar, sobre todo a las niñas, a dedicarse a profesiones STEAM.
A los 9 años ganó su primer premio de tecnología, siendo la única niña en un concurso con niños de 9 a 15 años y a los 11 años fue nombrada Inspiring Girl of the Year por la Fundación Inspiring Girls (2019). En 2020, en los STEM Talent Awards, fue elegida como la mejor alumna de secundaria de STEM de España y compartió galardón con Laura Rojo. Este concurso fue organizado por la Fundación ASTI y en colaboración con la Consejería de Familia e Igualdad de Oportunidades de la Junta de Castilla y León.
En noviembre de 2020, para la campaña de recogida del banco de alimentos, Corrales inventó a "Vinci", un robot realizado con materiales reciclados (tubos de aire acondicionado) que agradecía las donaciones de los consumidores y que se colocó en el supermercado Alto Aragón de la plaza San Antonio de Huesca. De esta manera, cuando alguien realizaba una donación, la cajera del supermercado pulsaba un botón y en una pantalla del robot podía leerse "Gracias" en una secuencia de luces de colores.
También ha desarrollado otros robots como por ejemplo el "Robot-sirveagua" que consiste en una máquina capaz de rellenar con un líquido un vaso. La idea de este robot surgió porque el hermano menor de Corrales no hacia más que molestarla mientras estaba trabajando.
En 2021, Corrales demostró durante el concurso de talentos de Telecinco, Got Talent, que sabe resolver el cubo de Rubik y presentó un robot diseñado y fabricado por ella capaz de resolver el rompecabezas en tan solo 26 movimientos. Esta actuación sorprendió al jurado compuesto por el humorista Dani Martínez, la cantante Edurne y el publicista Risto Mejide. Recibió el voto favorable de los tres y pasó a la siguiente ronda del concurso.
Corrales forma parte de la Alianza STEAM, creada por el Ministerio de Educación y Formación Profesional, y que tiene como misión fomentar las vocaciones de Ciencia, Tecnología, Ingeniería y Matemáticas en conexión con las Artes y Humanidades en niñas y jóvenes. En estas reuniones, celebradas en la sede del Consejo Superior de Investigaciones Científicas (CSIC), Corrales y Heredia presentaron ValPat a Pedro Sánchez, presidente del Gobierno de España y a Pilar Alegría, ministra de Educación.
Desde los siete años (2016), asiste a clases de robótica y electrónica en la academia robótica MiniVinci de Huesca, dirigida por Heredia, y que consiste en un espacio destinado a que los niños y niñas aprendan robótica, programación, diseño y electrónica. Actualmente Corrales cursa sus estudios de ESO en Pearson, un colegio online de Estados Unidos. De mayor quiere ser ingeniera.

## Premios y reconocimientos
En 2021, Corrales participó en la mesa redonda #WOMANINTECH, evento organizado por Immune Technology Institute y que reunió a las mujeres más relevantes del mundo de la tecnología. También ha participado en otras jornadas contando su trabajo como por ejemplo: The Winning Match, en el pabellón español de la Exposición Universal de Dubái, Talent Woman España 2020, en el Palacio de Ferias y Congresos de Málaga (Fycma) y ViernesDeEduTalks, impulsado por Microsoft.
Tanto Corrales como Heredia, recibieron en la Navidad de 2021, una felicitación de la Casa Real Española por su labor de divulgación y ambas están incluidas como referentes femeninos en el libro "Mujeres Referentes del Emprendimiento Innovador en España".
La revista Forbes la sitúa en la posición decimocuarta de la lista de los 'changemakers' de 2023, un selecto grupo de 23 profesionales que destacarán ese año por su capacidad para transformar la realidad y dirigir a la sociedad civil, con su visión y trabajo, hacia un futuro más prometedor.
Obtuvo, junto a Patricia Heredia, el Premio Altoaragoneses del año 2023 en la categoría Sociedad.